# DC Universe (franšiza)
DC Universe (skraćeno DCU) američka je medijska franšiza i zajednički svemir temeljen na likovima iz stripova koje objavljuje DC Comics. Stvorili su je James Gunn i Peter Safran, supredsjednici i glavni izvršni direktori studija DC Studios. DCU predstavlja tzv. meki reboot prethodne franšize, DC Extended Universea (DCEU), zadržavajući određene glumce i narativne elemente, dok se drugi odbacuju. Za razliku od ranijih adaptacija DC-jevih stripova, DCU donosi objedinjeni kontinuitet i povezanu priču kroz igrane filmove i televizijske serije, animaciju i videoigre. Istodobne adaptacije koje nisu dio tog kontinuiteta označene su oznakom „DC Elseworlds“.
Nakon spajanja tvrtki Discovery, Inc. i WarnerMedia u Warner Bros. Discovery (WBD), izvršni direktor David Zaslav najavio je plan revitalizacije DC-jevog brenda zbog lošeg prijema DCEU-a. Gunn i Safran imenovani su čelnicima novoosnovanog DC Studiosa u studenome 2022., nakon što su prethodno radili na nekoliko DCEU projekata, uključujući film Odred otpisanih: Nova misija (2021.) i njegovu spin-off seriju Mirotvorac (2022. – danas). U suradnji s grupom scenarista nekoliko su mjeseci razvijali okvirnu priču za novi DC kontinuitet, u kojem se pojavljuju i popularni i manje poznati DC-jevi likovi. Neki su projekti iz DCEU-a napušteni u korist novih verzija, dok su drugi, uključujući Mirotvorac, nastavljeni unutar nove franšize. Pojedini se glumci iz DCEU-a vraćaju u svojim ulogama, dok su drugi zamijenjeni. Gunn i Safran istaknuli su kako žele naglasak staviti na kvalitetu priče, a ne na ispunjavanje unaprijed zadanih rokova izlaska.
Radnja DCU-a podijeljena je na poglavlja, a prvo, nazvano „Bogovi i čudovišta“ (Gods and Monsters), započelo je 2024. godine animiranom serijom Creature Commandos. Gunn i Safran smatraju da je prvi igrani film tog poglavlja, Superman (2025.), pravi početak DCU-a.

## Filmovi
| Film                              | Datum (SAD)                       | Datum (HRV)                       | Redatelj                          | Scenarist(i)                      | Producenti                                          | Status                            |
| Prvo poglavlje: Gods and Monsters | Prvo poglavlje: Gods and Monsters | Prvo poglavlje: Gods and Monsters | Prvo poglavlje: Gods and Monsters | Prvo poglavlje: Gods and Monsters | Prvo poglavlje: Gods and Monsters                   | Prvo poglavlje: Gods and Monsters |
| --------------------------------- | --------------------------------- | --------------------------------- | --------------------------------- | --------------------------------- | --------------------------------------------------- | --------------------------------- |
| Superman                          | 11. srpnja 2025.                  | 10. srpnja 2025.                  | James Gunn                        | James Gunn                        | Peter Safran i James Gunn                           | Released                          |
| Supergirl                         | 26. lipnja 2026.                  | Još nije najavljeno               | Craig Gillespie                   | Ana Nogueira                      | Peter Safran i James Gunn                           | Postprodukcija                    |
| Clayface                          | 11. rujna 2026.                   | Još nije najavljeno               | James Watkins                     | Mike Flanagan i Hossein Amini     | Peter Safran, James Gunn, Matt Reeves i Lynn Harris | Predprodukcija                    |
| The Authority                     | Još nije najavljeno               | Još nije najavljeno               | Još nije najavljeno               | Još nije najavljeno               | Još nije najavljeno                                 | U razvoju                         |
| The Brave and the Bold            | Još nije najavljeno               | Još nije najavljeno               | Andy Muschietti                   | Još nije najavljeno               | Još nije najavljeno                                 | U razvoju                         |
| Swamp Thing                       | Još nije najavljeno               | Još nije najavljeno               | James Mangold                     | James Mangold                     | Još nije najavljeno                                 | U razvoju                         |

## Televizijske serije
| Serija                            | Sezona                            | Epizode                           | Datum                             | Datum                             | Datum                             | Showrunner                        | Status                            |
| Serija                            | Sezona                            | Epizode                           | Premijera                         | Finale                            | Mreža                             | Showrunner                        | Status                            |
| Prvo poglavlje: Gods and Monsters | Prvo poglavlje: Gods and Monsters | Prvo poglavlje: Gods and Monsters | Prvo poglavlje: Gods and Monsters | Prvo poglavlje: Gods and Monsters | Prvo poglavlje: Gods and Monsters | Prvo poglavlje: Gods and Monsters | Prvo poglavlje: Gods and Monsters |
| --------------------------------- | --------------------------------- | --------------------------------- | --------------------------------- | --------------------------------- | --------------------------------- | --------------------------------- | --------------------------------- |
| Creature Commandos                | 1                                 | 7                                 | 5. prosinca 2024.                 | 9. siječnja 2025.                 | Max                               | Dean Lorey                        | Objavljena                        |
| Peacemaker                        | 2                                 | 8                                 | 21. kolovoza 2025.                | Još nije najavljeno               | HBO Max                           | James Gunn                        | Postprodukcija                    |
| Lanterns                          | 1                                 | 8                                 | 2026.                             | Još nije najavljeno               | HBO                               | Chris Mundy                       | Snima se                          |
| Waller                            | 1                                 | Još nije najavljeno               | Još nije najavljeno               | Još nije najavljeno               | HBO Max                           | Christal Henry i Jeremy Carver    | U razvoju                         |
| Paradise Lost                     | 1                                 | Još nije najavljeno               | Još nije najavljeno               | Još nije najavljeno               | HBO Max                           | Još nije najavljeno               | U razvoju                         |
| Booster Gold                      | 1                                 | Još nije najavljeno               | Još nije najavljeno               | Još nije najavljeno               | HBO Max                           | Još nije najavljeno               | U razvoju                         |
| Ostale serije                     |                                   |                                   |                                   |                                   |                                   |                                   |                                   |
| Neimenovana Blue Bettle serija    | 1                                 | Još nije najavljeno               | Još nije najavljeno               | Još nije najavljeno               | Još nije najavljeno               | Miguel Puga                       | U razvoju                         |
| Creature Commandos                | 2                                 | Još nije najavljeno               | Još nije najavljeno               | Još nije najavljeno               | HBO Max                           | Dean Lorey                        | U razvoju                         |

## Vanjske poveznice
- Filmovi – dc.com
- Serije – dc.com